# Rząd Ukraińskiej Republiki Ludowej na emigracji
Rząd Ukraińskiej Republiki Ludowej na emigracji (ukr. Уряд Української Народної Республіки УНР в екзилі) – centrum państwowe Ukraińskiej Republiki Ludowej, które wskutek zwycięstwa bolszewików na Ukrainie przebywało na emigracji, początkowo częściowo (koniec 1919), a od końca 1920 całkowicie. Początkowo emigracyjny rząd URL przebywał w Tarnowie (część instytucji urzędowała w Częstochowie), a później w Warszawie, Pradze i Paryżu.
Prawną podstawą funkcjonowania Rządu były ustawy Ustawa o Rządzie Tymczasowym i porządku prawodawczym w URL і Ustawa o Państwowej Radzie Ludowej, wydane 12 listopada 1920 przez Dyrektoriat URL. Akty te, opierając się na uchwałach Kongresu Pracy Ukrainy, przekazały Państwowej Radzie ludowej funkcje prawodawcze i kontrolę nad rządem URL. Jednak do zwołania tej Rady, jej funkcje przekazano na Radę Ministrów Ludowych URL, а Dyrektoriat (właściwie jej przewodniczący) wykonywała funkcje głowy państwa, zatwierdzała akty prawne, umowy, rozporządzenia, reprezentowanie przed innymi państwami. Przewodniczącego Dyrektoriatu, na wypadek uniemożliwienia wykonywania obowiązków, zastąpiło kolegium, a w razie niemożności jego zwołania – premier Rady Ministrów.
Ukraińska Republika Ludowa posiadała pełne atrybuty suwerenności: administrację, służby zagraniczne i wojsko. Jej niepodległość uznały liczne państwa Europy, w tym Polska, akredytując przy rządzie swoich ambasadorów. URL była też stroną szeregu politycznych i wojskowych umów międzynarodowych.
Po wycofaniu się wojsk ukraińskich do Polski, Dyrektoriat przyjął ustawy umożliwiające dalsze działanie URL na wychodźstwie. Organami władzy miały być: Państwowa Rada Ludowa (ukr. Державна Народна Рада), Rada Ministrów Ludowych (ukr. Рада Народних Міністрів) i Dyrektoriat. Rezydowały one początkowo w Tarnowie i Częstochowie, następnie w Warszawie, Pradze i Paryżu.
URL utraciła uznanie międzynarodowe (Polska, Finlandia) w 1921 w konsekwencji pokoju ryskiego. Również pozostałe państwa świata uznały Ukraińską SRR jako formalnie suwerenne państwo, które po II wojnie światowej stało się nawet członkiem założycielem ONZ. Rząd URL protestował przeciwko temu na forum Ligi Narodów, jednak bezskutecznie.
Do II wojny światowej rząd URL na wychodźstwie cieszył się jednak nadal poparciem (w tym finansowym) Polski i Czechosłowacji. Część ukraińskiej emigracji zarzucała mu, że poparcie to zdobywa kosztem rezygnacji z postulatu niezależności ziem ukraińskich pozostających pod władzą tych państw.
Po II wojnie światowej rząd mógł działać wyłącznie w Europie Zachodniej. Na emigracji centrum państwowe funkcjonowało bez organu prawodawczego, jedynie w 1921 działała w Tarnowie Rada Republiki. W 1947 utworzono Ukraińską Radę Narodową jako organ przedstawicielski emigracyjnych stronnictw politycznych. Emigracyjne władze URL działały do roku 1992, kiedy to ostatni prezydent URL na emigracji – Mykoła Pławjuk wręczył pierwszemu prezydentowi niepodległej Ukrainy Łeonidowi Krawczukowi akt stwierdzający, że proklamowane w 1991 roku państwo ukraińskie jest prawnym następcą Ukraińskiej Republiki Ludowej.

## Prezydenci Ukraińskiej Republiki Ludowej na emigracji
- Symon Petlura do 25 maja 1926 (przewodniczący Dyrektoriatu URL, na uchodźstwie od 1921)
- Andrij Liwycki 25 maja 1926–17 stycznia 1954
- Stepan Wytwycki marzec 1954–10 października 1965
- Mykoła Liwycki 1967–1989
- Mykoła Pławjuk 1989–22 sierpnia 1992 przekazał insygnia władzy prezydenckiej Leonidowi Krawczukowi, uznając Ukrainę za kontynuację URL

## Premierzy Rządu URL na emigracji
- Andrij Liwycki 18 listopada 1920–1921
- Pyłyp Pyłypczuk 1921–1922
- Andrij Liwycki 1922–1926
- Wiaczesław Prokopowycz 1926–7 lipca 1942
- Ołeksandr Szulhyn 1942–1944
- Andrij Jakowliw (pełniący obowiązki) 1944–1945
- Kost Pankiwski 1945–1948
- Isaak Mazepa 1948–18 marca 1952
- Stepan Baran 1952–4 lipca 1953
- Stepan Wytwycki 1954
- Symon Sozontiw 1954–1957
- Mykoła Liwycki 1957–1967
- Atanas Figol 22 marca 1967–1969
- Spyrydon Dowhal 1969–1972
- Wasyl Fedoronczuk 1972–1974
- Teofil Łeontij 1974–1980
- Jarosław Rudnycki 1980–1989
- Iwan Samijłenko 1989–1992

## Działalność rządu
Rząd URL na emigracji działał poprzez różne ministerstwa i instytucje. Na odcinku wewnętrznym, wskutek opozycji niektórych partii do polityki emigracyjnego rządu URL, nie udało mu się utworzyć koordynacyjnego ośrodka politycznego, а centrum państwowe traktowano jako zwykłą partię (uenerowcy). Środowiska robotnicze URL pojawiły się od podpisania umowy warszawskiej (sprawa Galicji), później doszła orientacja na Polskę (członkowie rządu uważali to za orientację na Zachodnią Europę). Krytykowano także stosunek rządu URL do walki Ukraińców w Polsce, Rumunii i Czechosłowacji, ponieważ tolerował okupację, tłumacząc się koniecznością zaspokojenia potrzeb mniejszości ukraińskiej.

### Sprawy wewnętrzne
Ministerstwem spraw wewnętrznych kierował О. Salikowśkyj, Оłeksandr Łotoćkyj, a po II wojnie światowej М. Wetuchiw (1945–1948). Bazą emigracyjnego rządu była Ukraińska Partia Radykalno-Demokratyczna (URDP, dawna Ukraińska Partia Socjalistów-Federalistów), z której pochodziła większość członków rządu. USDRP do rządu nie wchodziła, ale lojalnie go wspierała. Natomiast UPSR pod przewodnictwem М. Szapowała była przeciwna emigracyjnemu rządowi URL. To samo robili i hetmańcy (USChD), jak i nacjonaliści (OUN). Postawa politycznych ugrupowań galicyjskich, przede wszystkim UNDO, doświadczyła ewolucji od negacji (wskutek podpisania umowy warszawskiej) do swoistego tolerowania і nawet współpracy w konkretnych akcjach polityczno-społecznych.

### Sprawy zagraniczne
Działalność zagraniczną nadzorowali Andrij Nikowski, potem Ołeksandr Szulhyn (do 1946). Początkowo istniały misje dyplomatyczne w krajach sąsiadujących z Ukrainą: Kost Macijewycz w Rumunii, Andrij Ływycki w Polsce, M. Słowinśkyj w Czechosłowacji, Roman Smal-Stocki w Niemczech, Mykoła Wasylko w Szwajcarii, W. Murśkyj w Turcji, Оłeksandr Szulhyn we Francji i inni. Misja we Francji funkcjonowała najdłużej, inne zostały zlikwidowane w pierwszej połowie lat 20.
Szulhyn, jako przewodniczący Misji URL w Paryżu, później jako minister spraw zagranicznych, utrzymywał łączność z ligą Narodów, protestujących przeciw sowieckiej okupacji Ukrainy i przeciw sowieckiej dyplomacji czy przeciw terrorowi i Hołodomorowi na Ukrainie. Jedną z aktywności międzynarodowej rządu URL było Ukr. Тowarzystwo przy Lidze Narodów. Głównym polem działalności polityki zagranicznej rządu URL była organizacja współpracy zniewolonych przez Moskwę narodów – ruch prometejski, w którym, oprócz Ukraińców, brali udział przedstawiciele Kaukazu, Donu, Kubania, Krymu, Turkiestanu.

### Ministerstwo wojny
Specjalną uwagę rząd URL zwracał na ministerstwo wojska (którym kierowali gen. Marko Bezruczko, Wsewołod Petriw, Wołodymyr Salski, Mychajło Omelianowycz-Pawlenko), kierujący szkoleniem wojskowym kadr i organizacjami kombatantów. Niewielka część oficerów armii URL pracowała jako oficerowie kontraktowi w polskiej armii. W celu popularyzacji tematyki wojskowej rząd URL zorganizował Ukraińskie Towarzystwo Wojskowo-Historyczne, wydawał czasopismo „Tabor”, Za Derżawnist i inną literaturę.

### Działalność społeczna i kulturalna
Działalność społeczno-kulturalną prowadziły współpracujące z rządem URL organizacje społeczne: Związek Ukraińskich Organizacji Emigracyjnych (SUEO) we Francji, Ukraiński Komitet Centralny (UCK) w Polsce, Społeczno-Pomocowy Komitet Ukraińskich Emigrantów (HGKUE) w Rumunii, Zjednoczenie Ukraińskie (UO) w Czechosłowacji, i inne, pracę których koordynowała Główna Rada Emigracyjna (ukr. Гол. Еміграційна Рада, przewodniczący О. Szulhyn). W Paryżu w 1926 utworzono Bibliotekę im. Semena Petlury, która gromadziła archiwalne materiały rządu URL.
W 1938 rząd URL utworzył Ukraińską Mohylańsko-Mazepińską Akademię Nauk. Dzięki jego staraniom utworzono również Ukraiński Instytut Naukowy w Warszawie. Nieoficjalnym organem emigracyjnego rządu URL był tygodnik „Tryzub” wydawany w Paryżu w latach 1925–1940.